# Reductio ad absurdum
Reductio ad absurdum (svođenje na besmisleno) je vrsta logičkog svođenja u kojem tvrdnja se zasniva na promicanje tvrdne apsurdnosti odnosno besmislenosti, bilo da je istinita ili lažna da bi se doveo da zaključka da je nešto istinito ili lažno.  
Možemo li dokazati kontradikciju ⊥ na osnovi dodatne pretpostavke P, onda možemo zaključiti ¬P na osnovi početnih premisa.

## Govorne logičke pogreške
- pogreška dvoznačnosti (fallaciae aequivocationis)
- pogreška dvosmislenosti
- pogreška kompozicije
- pogreška podjele
- pogreška naglaska
- pogreška govornog oblika